# Buras-Triumph
Buras-Triumph és una població dels Estats Units a l'estat de Louisiana. Segons el cens del 2000 tenia 3.358 habitants.

## Demografia
Segons el cens del 2000, Buras-Triumph tenia 3.358 habitants. La densitat de població era de 258,8 habitants/km².
Per edats la població es repartia de la següent manera: un 30,3% tenia menys de 18 anys, un 10% entre 18 i 24, un 29,7% entre 25 i 44, un 22,1% de 45 a 60 i un 7,9% 65 anys o més.
L'edat mediana era de 32 anys. Per cada 100 dones de 18 o més anys hi havia 105,9 homes.
La renda mediana per habitatge era de 33.059 $ i la renda mediana per família de 41.216 $. Els homes tenien una renda mediana de 35.980 $ mentre que les dones 16.917 $. La renda per capita de la població era de 13.426 $. Entorn del 18,1% de les famílies i el 20,7% de la població estaven per davall del llindar de pobresa.

## Poblacions més properes
El següent diagrama mostra les poblacions més properes.